# Carosello barattiere
Il carosello barattiere appartiene alla specie Cucumis melo L. L'organo edule è rappresentato dal frutto immaturo (peponide) che viene normalmente consumato come alternativa al cetriolo, rispetto al quale risulta più digeribile grazie all'assenza della cucurbitacina. La loro coltivazione, risalente a diversi secoli addietro, è molto diffusa in Puglia, compreso Salento: alcune stime parlano di circa 100 ettari. Cenni sulla coltivazione e consumo si possono trovare tra alcuni documenti, tra i quali si possono citare l'Apprezzo alla città di Gravina del 1608, in cui si parla di cocumeri, con riferimento probabilmente ai caroselli, e quelli che riportano gli alimenti consumati nel seminario di Otranto nel 1833, nei quali si rivela che nel periodo giugno-agosto sono servite le cosiddette poponelle, voce che sta ad indicare un tipo di carosello. Carosello e barattiere vengono di norma considerati, in modo erroneo, come un unico ecotipo (non è raro trovare, anche nel catalogo di alcune ditte sementiere, voci del tipo melone barattiere o carosello barattiere o carosello barattiero). In realtà le due popolazioni differiscono sia per alcuni caratteri botanici (ad es. la biologia fiorale) che per forma, dimensione e composizione del frutto. Il carosello è consumato anche nella provincia di Agrigento in Sicilia dove è conosciuto con il nome di battagliuni. Il carosello è molto apprezzato anche nelle province di Messina e Trapani. Il carosello è anche consumato e conosciuto nelle province di Caltanissetta ed Agrigento con il nome di "acculazzatu". Nel Salento è usualmente conosciuto col nome di “cucummarazzu” (spesso italianizzato in "cocomero") ma con numerose varianti in funzione del paese.

## Morfologia e biologia fiorale
Entrambi gli ecotipi hanno accrescimento indeterminato, formano uno stelo principale e numerosi steli laterali di ordine diverso (primari, secondari, terziari). Il polimorfismo che caratterizza le popolazioni è notevole, e si estrinseca sia per quanto riguarda gli aspetti morfologici della pianta (habitus, vigore, biologia fiorale, precocità di produzione) che dei frutti (forma, dimensione, colore, consistenza della polpa, quantità di seme, tomentosità).
La notevole variabilità osservata nelle piante e nei frutti si ritrova anche nel nome delle popolazioni, le quali normalmente prendono il nome dalle zone di coltivazione, dal colore e dalla forma dei frutti: 'Carosello barese', 'Mezzo lungo barese', 'Carosello di Polignano', 'Mezzo lungo di Polignano', 'Tondo liscio di Manduria', 'Locale di Brindisi', 'Verde chiaro di Casamassima', 'Mezzo lungo scopatizzo', 'Verde scuro', 'Spuredda bianca leccese', 'Spuredda nera', 'Carosello di Fasano cianciuffo', 'Barattiere di Fasano'.

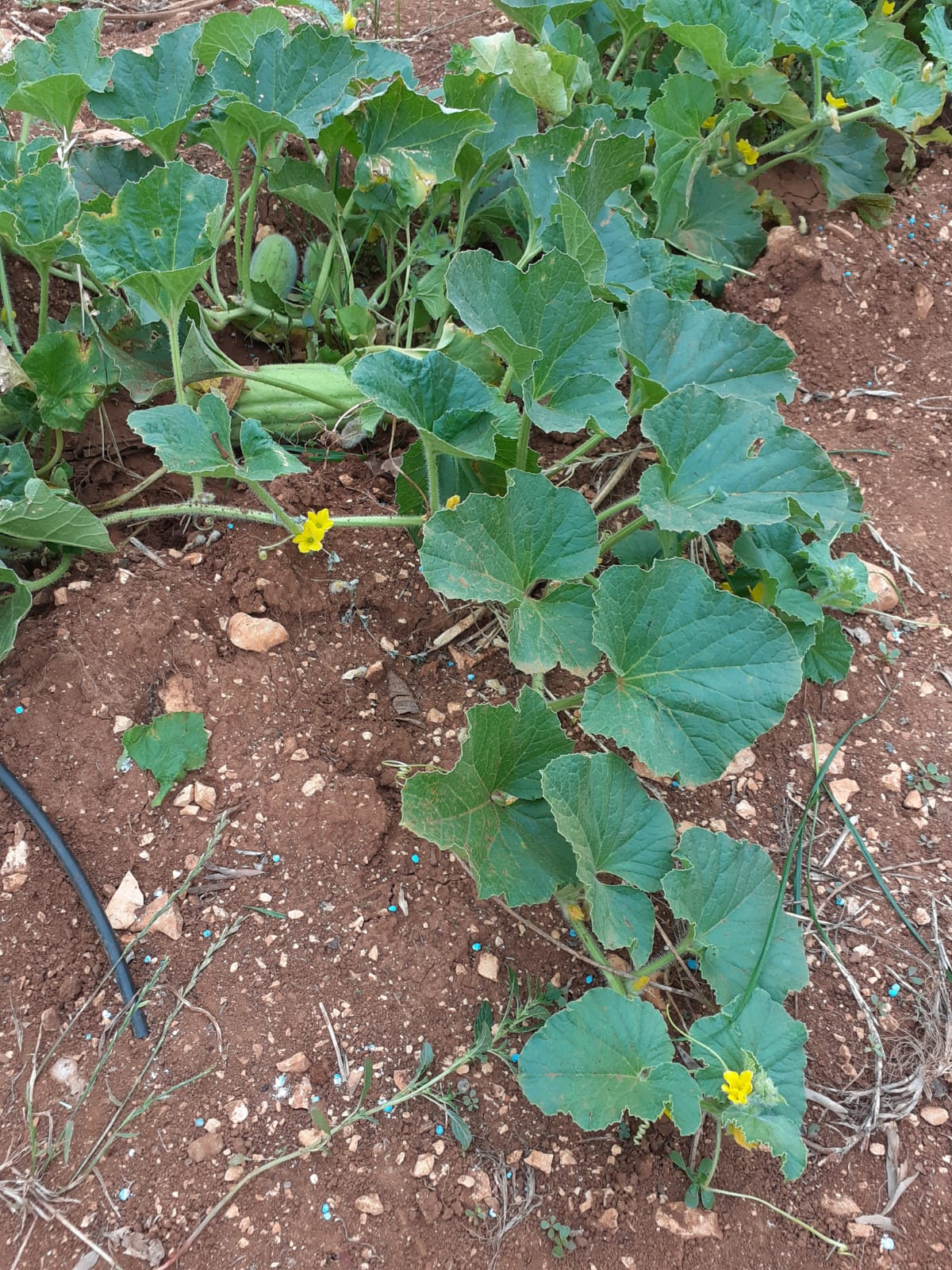
La pianta di carosello (Cucumis melo)

### Denominazioni
L'ortaggio risale al periodo delle città stato e per questo in Puglia esistono diversi termini dialettali a seconda delle zone: ad esempio, viene indicato come peponcine, melongedde, paddotti, spuredde o spureddhre (nell'areale leccese), scattoni (forse per il caratteristico rumore che essi producevano quando, per mangiarli, i contadini li rompevano sbattendoli sul ginocchio). Curiosa la denominazione diffusa nella zona di Andria, dove viene chiamato casorello, ovvero con la s e la r invertite; la denominazione è così abituale che nella zona è opinione diffusa che sia la denominazione corretta e il termine dialettale (casridd) viene utilizzato anche in modo figurativo (ad esempio per indicare il capo rasato). Per il barattiere, che viene chiamato anche cianciuffo, pagnottella e in qualche caso cocomerazzo la denominazione è forse dovuta alla facilità con cui in passato veniva barattato in campo. A Rutigliano in provincia di Bari, i barattieri sono gergalmente indicati come sopraguardi. Come per altre varietà identitarie di ortaggi pugliesi che sono rimaste localizzate come consumo nei territori di produzione, il carosello non ha consolidato un termine univoco neppure a livello regionale. Da alcuni anni sia l'immutato interesse per la coltivazione amatoriale fuori dal territorio regionale da parte di emigranti pugliesi, sia per la nascita di numerosi blog e canali video anche in lingua anglosassone dedicati, sia l'esigenza commerciale di adottare un termine univoco per l'ortaggio, oltreché per la relativa estensione dei territori di produzione, si va affermando il termine unificante di carosello, anche a scapito di nomi recentemente suggeriti come Meloncella o Melone immaturo. La produzione, l'imbustamento  e la commercializzazione di semi al di fuori del contesto regionale da parte di molte aziende specializzate spinge nella stessa direzione.   
L'esigenza di un termine unificante per una varietà orticola che oltrepassa il territorio di produzione è in questo caso particolarmente importante in quanto il numero dei nomi generici che sono utilizzati all'interno della Puglia supera irragionevolmente il numero di varietà dello stesso ortaggio.

### Carosello: morfologia dei fiori e dei frutti
La pianta è quasi sempre andromonoica anche se, in alcune popolazioni, sono presenti fiori maschili e femminili piuttosto che maschili ed ermafroditi. A differenza delle varie coltivar del Melone, pianta spesso indistinguibile,  presenta un infittimento di fiori fertili già alla base dei primi rami, mentre nel melone la presenza di fiori fertili avviene piuttosto lontana dalla base e lungo gli steli secondari. Per tale ragione la spuntatura che alcuni eseguono sui primi rami del Melone non è necessaria per il carosello. I frutti possono assumere forme diverse (dalla cilindrica alla sferica), hanno un peso variabile fra 50 e 300 g, un colore dell'epicarpo che varia dal verde chiaro al verde scuro (con presenza o meno di macchie) e possono presentare striature e tomentosità.
Le varietà possono differenziarsi tra loro anche per ragioni organolettiche come la dolcezza o meno anche della polpa centrale, acquosità, dimensione dei semi, presentando comunque a differenza del cetriolo una buccia non amara che non rende necessaria la sbucciatura di questo ortaggio.   

### Barattiere: morfologia dei fiori e dei frutti
- Wikimedia Commons contiene immagini o altri file su Carosello e barattiere

Il barattiere è andromonoico. Sullo stelo principale si trovano solo i fiori maschili, mentre gli ermafroditi si formano sui getti primari (a partire dal 10-12º nodo) e su quelli di ordine superiore.
La forma dei frutti è sferica o subsferica con superficie glabra, il colore può variare dal grigio al verde, più scuro delle 10-12 linee meridiane in cui è segmentato, ed il peso varia fra 200 e 1000 g.

## Tolleranza all'oidio
Come molte popolazioni appartenenti a Cucumis melo (L.), anche carosello e barattiere sono molto sensibili all'oidio. La principale difficoltà nel controllo di questa malattia deriva dal fatto che, in entrambi gli ecotipi, la raccolta è frequente e non simultanea, con la conseguenza che è molto difficile effettuare un controllo chimico contro questi funghi e non avere residui al momento della raccolta.
Riguardo agli ecotipi, da studi effettuati sembra che il carosello sia più sensibile all'oidio rispetto al barattiere e che la severità dell'incidenza di questo fungo possa essere ridotta aggiungendo silicio, sotto forma di K2SiO3, all'interno della soluzione nutritiva (nel caso di colture idroponiche) o dell'acqua di irrigazione.

## Riconoscimenti
La regione Puglia ha inserito il carosello nell'elenco dei prodotti agroalimentari tradizionali italiani col nome di carosello di Manduria, carusella ed il barattiere con il nome di barattiere, cianciuffo, pagnottella o cocomerazzo.

## Galleria d'immagini

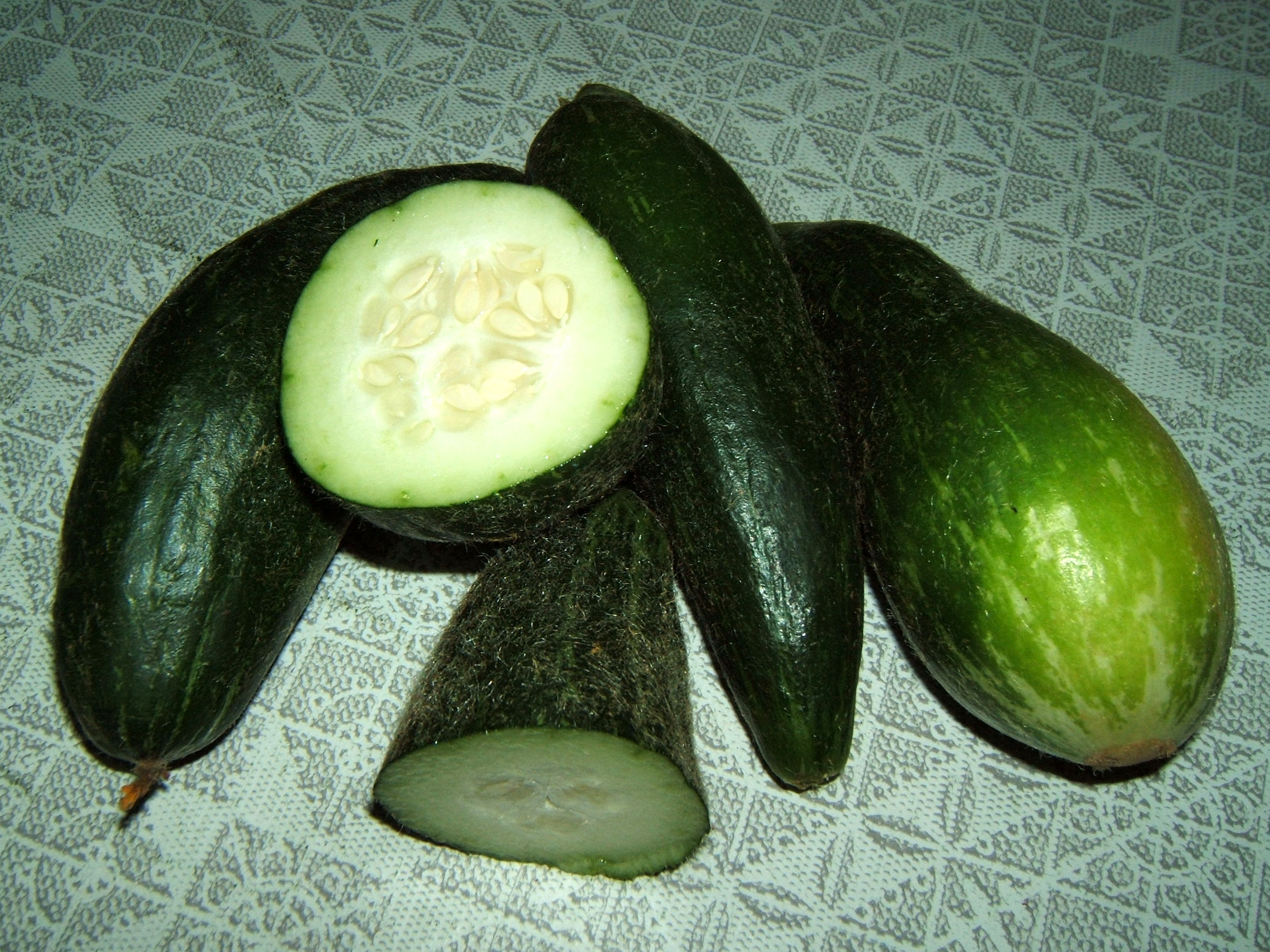
Frutti di spureddhra
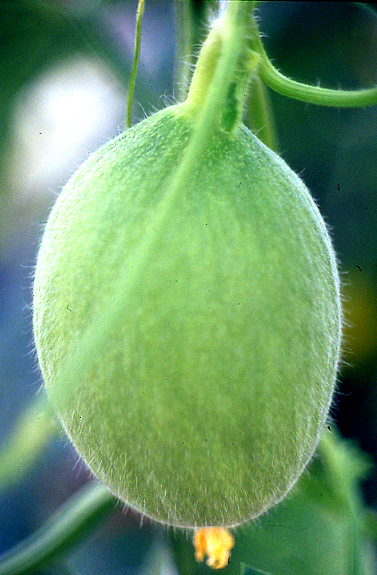
Un frutto di barattiere o cianciuffo
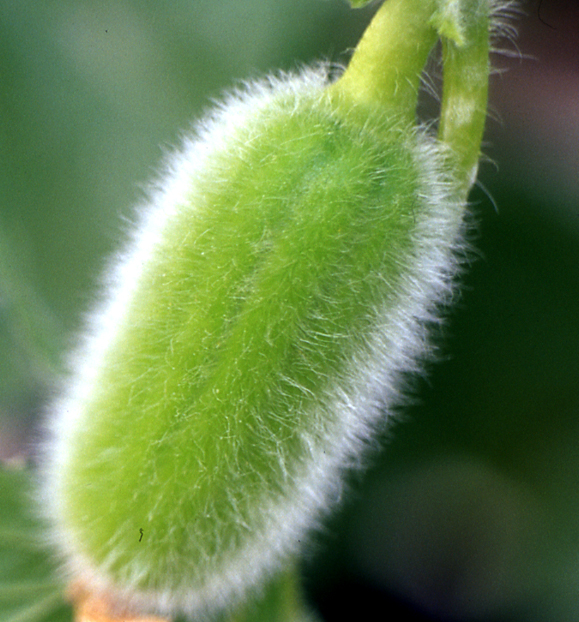
Un frutto di carosello in fase di sviluppo. Da notare la caratteristica peluria, caratteristica apprezzata dal consumatore in quanto indice di "freschezza".